# Bergbau im Kreis Warendorf

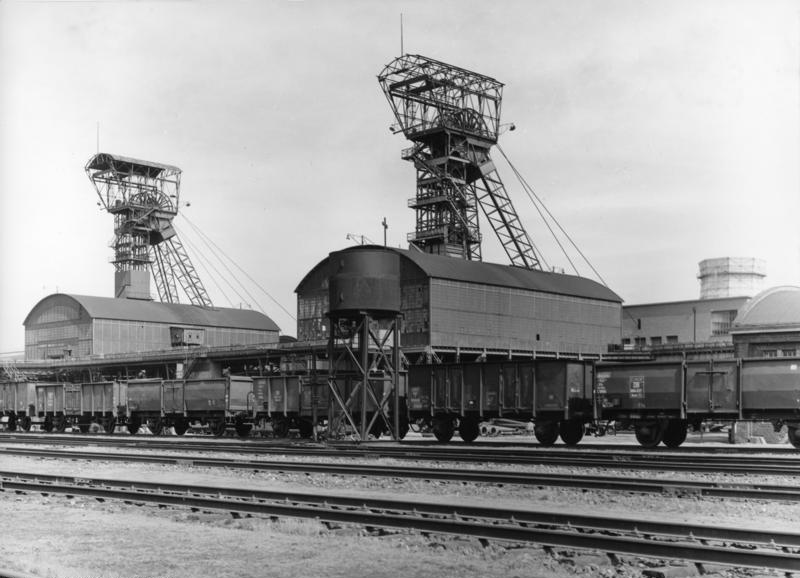
Zeche Westfalen, Ahlen, 1959

Der Bergbau im Kreis Warendorf erstreckte sich über den Abbau von Strontianit im 19. Jahrhundert und den Abbau von Steinkohle im 20. Jahrhundert.

## Geschichte
Die Vorkommen des Strontianits im südlichen Münsterland wurden ab 1875 in größerem Maße erschlossen, weil man entdeckt hatte, dass das Mineral hilfreich ist bei der Restentzuckerung der Melasse in der Zuckerproduktion. Ferner eignet es sich auch zur Produktion von Feuerwerk und Leuchtspurmunition. Im Kreis Warendorf wurde unter anderem in Drensteinfurt, Vorhelm und auch in Sendenhorst gefördert. Der Boom endete 1893, als Strontianit durch das billigere Coelestin aus Vorkommen in England und Sizilien ersetzt wurde.
Allein in Drensteinfurt gab es 183 Gruben. In Ahlen gab es ab 1880 mehr als 20 kleine Schachtanlagen um Ahlen.
Die Gruben hatten oft mehrere Sohlen. Den tiefsten Schacht hatte die Grube Alwine in Ahlen-Vorhelm mit 110 m.
Die Zeche Westfalen in Ahlen förderte Steinkohle von 1913 bis 2000. Einige Teile der Anlage stehen heute unter Denkmalschutz.

## Liste
Ahlen
| Name            | Ortsteil | Anmerkungen                         | Lage | Beginn | Ende | Bild |
| --------------- | -------- | ----------------------------------- | ---- | ------ | ---- | ---- |
| Alwine          | Vorhelm  | Steinkohle; Schacht mit 110 m Tiefe |      |        |      |      |
| Zeche Westfalen | Ahlen    | Steinkohle                          | Lage | 1913   | 2000 |      |

Beckum
| Name          | Ortsteil                            | Anmerkungen | Lage | Beginn    | Ende | Bild |
| ------------- | ----------------------------------- | ----------- | ---- | --------- | ---- | ---- |
| Glücksborn    | Beckum                              | Salzsole    |      | 1868 (um) |      |      |
| Westfalen XV  | Beckum / Ennigerloh                 | Steinkohle  |      | 1906 (um) |      |      |
| Westfalenland | Beckum / Neubeckum / Neuahlen       | Steinkohle  |      | 1914 (um) |      |      |
| Wildermann    | Beckum / Neuahlen / Dolberg / Lütke | Steinkohle  |      | 1914 (um) |      |      |

Lippetal
| Name  | Ortsteil | Anmerkungen | Lage | Beginn    | Ende | Bild |
| ----- | -------- | ----------- | ---- | --------- | ---- | ---- |
| Clara | Lippborg | Solquelle   |      | 1907 (um) |      |      |